# Arianida
Arianida är ett släkte av skalbaggar. Arianida ingår i familjen långhorningar.
Kladogram enligt Catalogue of Life:
| Arianida | \| \| Arianida albosternalis \| \| \| \| \| \| Arianida mactata \| \| \| \| |
|          | \| \| Arianida albosternalis \| \| \| \| \| \| Arianida mactata \| \| \| \| |
|          | Arianida albosternalis                                                      |
|          |                                                                             |
|          | Arianida mactata                                                            |
|          |                                                                             |